# Aeroboxe
O aeroboxe é uma modalidade de ginástica com movimentações coreografadas de boxe e muay-thai acompanhado por uma música eletrônica.
Um intenso trabalho aeróbico que permite o aumento mais rápido da força muscular, a melhoria da flexibilidade, a perda de peso, redução de medidas corporais e, a coordenação motora.